# James A. Oliver
James Arthur Oliver (* 1. Januar 1914 in Caruthersville, Missouri; † 2. Dezember 1981 in Manhattan, New York City, New York) war ein US-amerikanischer Herpetologe, Museumsdirektor, Zoodirektor und Sachbuchautor. Er ist der bislang einzige Wissenschaftler, der sowohl die Direktorenposten des American Museum of Natural History (AMNH), des New York Zoological Park (heute Bronx Zoo) und des New York Aquarium innehatte.

## Leben
Olivers Vater war Anwalt und wurde 1916 zum Bezirksstaatsanwalt der Vereinigten Staaten in St. Louis ernannt, was einen Umzug dorthin erforderlich machte. Bereits in jungen Jahren interessierte sich Oliver für Reptilien und ging als Teenager mit Marlin Perkins, dem damaligen Kurator für Reptilien im Zoo von St. Louis, auf Schlangenjagd. 
Zu Beginn seines Studiums im Jahr 1932 fasste Oliver den Entschluss, Herpetologe zu werden. Er besuchte für zwei Jahre die  University of Texas at Austin, bevor er 1934 an die University of Michigan in Ann Arbor wechselte,. 1936 erhielt er seinen Bachelor of Arts und 1937 seinen Master of Arts Von 1938 bis 1940 setzte er seine Studien als Universitätsstipendiat und von 1940 bis 1941 als Hinsdale-Stipendiat fort und absolvierte Lehrgänge für seine Doktorarbeit in Zoologie, mit der er 1942 promoviert wurde.
Als Doktorand und Assistent des University of Michigan Museum of Natural History unternahm Oliver zwei herpetologische Sammelexpitionenn nach Südmexiko. Von 1942 bis 1942 war er Dozent am Northern Michigan College of Education in Marquette. Anschließend zog er nach New York City, wo er als Assistenzkurator in der Abteilung für Herpetologie am American Museum of Natural History tätig war.
Von 1943 bis 1946 diente Oliver als Kommunikationsoffizier an Bord eines Zerstörers bei der Marine. Er wurde im Atlantik und im Pazifik eingesetzt und nahm am D-Day an der alliierten Invasion in der Normandie teil.
Während des Krieges studierte und sammelte Oliver, wenn es die Zeit erlaubte, Reptilien und Amphibien. Zu seinen Aufzeichnungen zählte eine Rekordzahl von Grünen Meeresschildkröten, die er von seinem Schiff aus vor der Küste Mexikos beobachtete. Er sammelte Mauereidechsen auf Malta, Chamäleons in Afrika, Frösche auf Trinidad und Seeschlangen bei Okinawa. 
Nach seiner Entlassung aus der Marine blieb Oliver noch ein weiteres Jahr am AMNH und wurde 1947 zum Assistenzkurator für Herpetologie befördert. Danach ging er als Assistenzprofessor an die University of Florida in Gainesville, blieb aber die nächsten 11 Jahre als wissenschaftlicher Mitarbeiter am AMNH tätig.
Von Florida aus wechselte er 1951 zur Zoologischen Gesellschaft von New York in den Zoo der Bronx, wo er Kurator der Reptilien wurde. Im April 1958 wurde er stellvertretender Direktor des Zoos und im Juni desselben Jahres Direktor.
Einer seiner größten Erfolge im Zoo war die Beaufsichtigung der Renovierung des Reptilienhauses. Er entwarf Terrarien mit Glasfront, in der Reptilien und Amphibien in einer der Natur nachempfundenen Umgebung gezeigt wurden.
1959 wurde er Direktor des AMNH und löste damit Albert E. Parr ab, der hauptamtlich als leitender Wissenschaftler am Museum tätig war.
Während seiner Amtszeit durchlief das Museum eine bedeutende Periode des Wachstums und der Aktivität. Mehr als ein Dutzend Ausstellungshallen wurden während seiner Amtszeit geplant und eröffnet, darunter die permanenten Hallen für Meeresleben und Fischbiologie, die Hall of Man in Africa und wechselnde Ausstellungen wie Can Man Survive? (Kann der Mensch überleben?), die sein Interesse an biologischer Konservierung und deren Bedeutung für die Menschheit widerspiegeln.
Bis 1969 diente Oliver als Direktor des Museums. Danach wurde er zum Direktor des New Yorker Aquariums ernannt, ein Amt, das er von 1970 bis 1976 innehatte. 1973 wurde er zum emeritierten Direktor des AMNH und 1977 zum Direktor der Zoologischen Gesellschaft ernannt.
Am 20. November 1954 eröffnete Oliver in einem Labor über dem neuen Reptilienhaus das erste Treffen einer neuen herpetologischen Gesellschaft, der Metropolitan New York Herpetological Society (jetzt NYHS). Die Leitprinzipien der NYHS waren Erziehung und Naturschutz, die unter Olivers Leitung festgelegt wurden.
Oliver engagierte sich nachhaltig für die Anhebung der professionellen Qualitätsstandards in zoologischen Parks und Museen. 1961 wurde er als Mitglied des Komitees des Bildungsbeauftragten des Staates New York ausgewählt, um die Ziele, Bedürfnisse und Beiträge von Museen als Bildungseinrichtungen zu untersuchen. Der Bericht dieses Komitees bildete die Grundlage der Gesetzgebung für staatliche Beihilfen für Museen, die im Januar 1963 in der Gesetzgebung des Staates New York eingeführt wurde. Er war auch aktiv in der American Association of Museums tätig, insbesondere in deren Umweltbildungsprogrammen.
Oliver war der Gründer der Caribbean Conservation Corporation. Diese Organisation widmete sich hauptsächlich der Rettung der vom Aussterben bedrohten Grünen Meeresschildkröte, war aber auch an der Erhaltung der karibischen Fauna interessiert.
1970 wurde Oliver zum Umweltberater der New York City Administration of Parks, Recreation and Cultural Affairs ernannt. 
1963 erhielt er den Outstanding Achievement Award der University of Michigan. Er war Fellow der New York Zoological Society, Gründer und erster Vorsitzender der Cultural Institutions Group of New York und stellvertretender Vorsitzender des American Committee for International Wildlife Protection.
Zu Olivers vielen Errungenschaften als Herpetologe im Zoo zählt die Dokumentation der ersten detaillierten Beobachtungen und Fotos von Königskobras, die in Gefangenschaft brüteten. Seine Beobachtungen und Fotografien umfassen die Zucht, den Nestbau, die Eiablage, die elterliche Pflege, das Schlüpfen und die Pflege der Jungen.
Oliver war zweimal verheiratet.

## Dedikationsnamen
Nach Oliver sind zwei Schlangen und ein Gecko benannt: Dendrelaphis oliveri, Micrurus distans oliveri und Sphaerodactylus oliveri.

## Schriften (Auswahl)
- Caiman lizard – a reptile rarity Animal Kingdom LIV(5): 151–153, 1951
- Prevention and Treatment of Snake Bite, 1952
- The most beautiful reptile house in the world Animal Kingdom LVII(4): 98–109, 1954
- The Natural History of North American Amphibians and Reptiles, 1955
- Lizards of the sea Animal Kingdom LIX(5): 148–151, 1956
- Snakes in Fact and Fiction, 1958
- The not-so-frightful copperhead Animal Kingdom LXI(2): 40–46, 1958